# هانو بوسكال
هانو بوسكال (بالألمانية: Hanno Pöschl)‏ (و. 1949  م) هو ممثل أفلام، وممثل تلفزي نمساوي، ولد في فيينا.

## وصلات خارجية
- هانو بوسكال على موقع IMDb (الإنجليزية)
- هانو بوسكال على موقع قاعدة بيانات الأفلام العربية
- هانو بوسكال على موقع ألو سيني (الفرنسية)
- هانو بوسكال على موقع أول موفي (الإنجليزية)
- هانو بوسكال على موقع قاعدة بيانات الأفلام السويدية (السويدية)
- هانو بوسكال على موقع قاعدة بيانات الفيلم (الإنجليزية)
- هانو بوسكال على موقع كينوبويسك (الروسية)